# العمدة في صناعة الشعر ونقده (كتاب)
كتاب العمدة أشهر تآليف ل ابن رشيق القيرواني التي تنيف على ثلاثين كتاباً، وهو الكتاب الذي خلد اسمه وشهرته من بين آثاره، وقد أراد له أن يكون موسوعة في الشعر ومحاسنه ولغته وعلومه ونقده وأغراضه، والبلاغة وفنونها، وما لابد للأديب من معرفته من أصول علم الأنساب، وأيام العرب، وملوكها وخيولها وبلدانها.

قال ابن خلدون : (وهو الكتاب الذي انفرد بهذه الصناعة وإعطاء حقها، ولم يَكتب فيها أحدٌ قبله ولا بعده مثله)  

ومن نوادره فيه نقولاته عن كتاب (المنصف) في سرقات المتنبي لابن وكيع التنيسي (ت393هـ). ألف ابن رشيق كتابه ما بين سنة 412هـ و425 وأهداه لأبي الحسن ابن أبي الرجال الشيباني مربي المعز بن باديس ورئيس ديوان كتّأبه الذين كان منهم ابن رشيق. ورجع فيه إلى ما ينيف على الثلاثين كتاباً غير الدواوين، منها كتب ضاعت بتمامها كطبقات الشعراء لدعبل، والأنواء للزجاجي، أو ضاع قسم منها كالمنصف لابن وكيع والممتع للنهشلي. وله مختصرات كثيرة أشهرها كتاب الشنتريني المتوفى سنة 549هـ وسماه (جواهر الآداب وذخائر الشعراء والكتاب) منه نسخة في الأسكوريال. وعلى العمدة معول كل من طرق هذا الباب من الكتاب، فعندما طبع سنة 1982م كتاب (كفاية الطالب في نقد كلام الشاعر والكاتب) المنسوب لضياء الدين ابن الأثير تبين أنه نقل عن العمدة مئة وإحدى عشرة صفحة كاملة، وأنه ليس في الكتاب سوى خمس صفحات خالية من النقل عن العمدة. وللعمدة نسخ مخطوطة في الكثير من مكتبات العالم، إلا أن أقدمها لا يتجاوز عام 679هـ وقد أتى على وصفها ووصف طبعات الكتاب منذ طبعته الأولى بتونس سنة 1865م الدكتور محمد قرقزان في طبعته المميزة للعمدة، وأشار في مقدمتها إلى عثرات ابن رشيق وأخطائه وأوهامه، وأتبع ذلك بذكر ما لحق طبعاته المختلفة من التصحيفات والتحريفات، خصوصاً طبعة محمد محيي الدين عبد الحميد المنشورة سنة 1934م والتي لا تعدو أن تكون طبعة النعساني الحلبي نفسها الصادرة في القاهرة 1907م ولابن رشيق كتاب يعتبر بمثابة الذيل للعمدة سماه (قراضة الذهب في نقد أشعار العرب) وهو مطبوع مرات، أولها في مصر (مكتبة الخانجي 1344هـ) ضمن مجموعة رسائل نادرة. وانظر كتاب (بساط العقيق في حضارة القيروان وشاعرها ابن رشيق) للمرحوم حسن حسني عبد الوهاب.

## أبواب الكتاب
مجموع أبواب الكتاب مئة و سبعة أبواب، فيه 59 باباً في فصول الشعر وأبوابه، و39 باباً في البلاغة وعلومها (منها : البلاغة ، والإيجاز ، والبيان ، والنظم ، والمخترع والبديع ، والمجاز ، والاستعارة ، والتشبيه ، والتجنيس ، والترديد ، و المطابقة ، والتكرار ، والاتساع ، والاشتراك ....إلخ)
و 9 أبواب في فنون شتى. ومن أبوابه الممتعة باب سرقة الشعر وأنواعها: كالسلخ والاصطراف والانتحال والإغارة والغصب والمرادفة والاهتدام والإلمام والاختلاس والمواردة.وهناك أبواب يمكن أن تعين على فهم التراث الشعري ، (منها : ذكر منازل القمر ، في ذكر الوقائع و الأيام ، في الأصول والنسب وغيرها..).

## من أشعاره
من أشعاره (الأبيات المذكورة نسبها إبن خلدون إلى